# Willem Adriaan Bonger

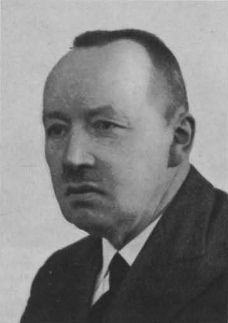
W.A. Bonger

Willem Adriaan Bonger (Amsterdam, 6 september 1876 – aldaar, 15 mei 1940) was een Nederlandse criminoloog en socioloog. Hij wordt beschouwd als een grondlegger van de marxistische criminologie en werd in 1922 de eerste hoogleraar sociologie en criminologie in Nederland.

## Leven
Willem Adriaan Bonger kwam uit een middenklasse gezin met een uitgesproken culturele interesse. Zijn vader Hendrik werkte bij een verzekeringsmaatschappij in Amsterdam en kon alleen hem, de jongste van tien kinderen, in staat stellen om aan de universiteit te studeren. Willems oudere broer Andries was bevriend met de broers Theo en Vincent van Gogh en de schilder Odilon Redonen zijn zus Johanna was getrouwd met Theo van Gogh.
Willem Bonger volgde onderwijs aan het Barlaeus Gymnasium in Amsterdam en begon in 1895 zijn studie rechten aan de Universiteit van Amsterdam, waar hij onder meer het strafrecht gedoceerd kreeg van G.A. van Hamel. Hij raakte betrokken bij het Amsterdamse Studenten Korps en werd lid van de studentenvereniging CLIO, waar veel studenten in die tijd geïnteresseerd waren in socialisme. Na de parlementsverkiezingen in 1897 sloot Bonger zich aan bij de Sociaal-Democratische Arbeiderspartij (SDAP) en was bijzonder actief in de socialistische leessamenleving.
Bonger nam in 1900 deel aan een schrijfwedstrijd die de Universiteit van Amsterdam had aangekondigd. De taak was het analyseren en bekritiseren van literatuur die handelde over de invloed van economische factoren op criminaliteit. De gouden medaille werd gewonnen door Joseph van Kan. Bonger kreeg een eervolle vermelding en richtte zijn aandacht hierna verder op het criminaliteitsvraagstuk. Dit was de basis voor zijn proefschrift 'Criminalité et conditions économiques'  waarmee hij in 1905 cum laude promoveerde. De gerenommeerde strafrechtjurist G.A. Van Hamel was zijn promotor. Vervolgens trad hij in dienst als procuratiehouder bij verzekeringsmaatschappij Brak en Mees, waar ook zijn vader werkte. Tegelijkertijd vervolgde hij zijn universitaire studies, onder meer bij de etnoloog en sociograaf S.R. Steinmetz. Hij publiceerde ook in diverse tijdschriften, zoals De Kroniek, Tijdschrift voor Strafrecht, Die Neue Zeit, Het Volk en De Nieuwe Tijd.
In 1916 werd Bonger redacteur van De Socialistische Gids, een functie die hij bekleedde tot 1938. Hij vertegenwoordigde het reformistische intellectualisme en de sociaaldemocratie. Samen met Emanuel Boekman en Jan Goudriaan speelde Bonger een sleutelrol bij de heroriëntatie van de SDAP, die haar pacifistische standpunten opgaf. In zijn boek 'Problemen der demokratie. Een sociologische en psychologische studie.' (1934) waarschuwde hij voor autocratische neigingen en sprak hij zijn overtuiging uit dat democratie ook met wapens kan worden verdedigd.
In 1922 werd Bonger als eerste benoemd tot hoogleraar sociologie en criminologie aan de Universiteit van Amsterdam. Hij was in 1936 een van de oprichters van de Nederlandse Sociologische Vereniging en was tot 1940 voorzitter.
Bonger was lid van het Comité van waakzaamheid, dat campagne voerde tegen het nationaalsocialisme. Na de Duitse inval in Nederland op 10 In mei 1940 zag Bonger geen toekomst voor zichzelf. Hij vond vluchten een laffe keuze en gezien zijn hoge leeftijd durfde hij geen rol te spelen in het Nederlandse verzet. De dag na de Nederlandse capitulatie pleegden hij en zijn vrouw zelfmoord.
Maar op de dag vóór zijn zelfdoding ontmoette hij een opmerkelijke vrouw. Zijn vele jaren later zich als wereldberoemd mystica ontpoppende studente Etty Hillesum die het volgende over haar ontmoeting met haar criminologieleraar schreef: "Dag professor Bonger, ik heb veel aan U gedacht de laatste tijd, ik loop een eindje met u mee. (....) Er was die middag net die vluchtrage naar Engeland en ik vroeg: vindt u het zin hebben om te vluchten? En toen zei hij: de jeugd moet hier blijven. En ikke: gelooft u dat de democratie zal winnen? En hij: die zal zeker winnen, maar het zal ten koste gaan van enige generaties."

## Werk
Met zijn proefschrift, dat in 1916 ook in het Engels werd vertaald, maakte Bonger zijn debuut als een van de eerste marxistische criminologen. In zijn interpretatie van Karl Marx, beïnvloed door Friedrich Engels en Karl Kautsky, benadrukte Bonger de ongelijke machtsverdeling tussen geslachten en klassen in de kapitalistische samenleving. Hij poneerde dat de classificatie van bepaald gedrag als crimineel niet afhangt van het morele karakter, maar van de relatie tot de heersende sociaaleconomische orde. In overeenstemming met het concept altruïsme van Kautsky, zag Bonger het kapitalisme als een versterking van egoïsme, dat de moraal van mensen verzwakt en bepaalde vormen van misdaad bevordert, vooral onder de sociaal zwakken.
In andere werken ging Bonger in op de invloed van religie op misdaad en de relatie tussen ras en misdaad. In 1913 publiceerde hij Geloof en misdaad, waarin hij de bewering dat secularisatie tot meer misdaden zou leiden, kritisch onder de loep nam. Hij voerde ook campagne voor de decriminalisering van abortus en homoseksualiteit. Hij had Cesare Lombroso's criminele antropologie al scherp bekritiseerd en ging ook kritisch in op de raciale theorie van het nationaalsocialisme. In 1935 verzette hij zich scherp tegen de neiging om elementen van het nationaalsocialistisch strafrecht in Nederland toe te passen. In 1939 publiceerde hij Ras en misdaad, waarin hij de statistisch toegenomen misdaad van zwarten met omgevingsinvloeden verklaarde en de raciale theorie hierover bekritiseerde.

## Geschriften
- Criminalité et conditions économiques. G.P. Tierie, Amsterdam 1905. 
  - Engelse vertaling door Henry P. Horton: Criminality and economic conditions. Little, Brown, and Company, Boston 1916.
- Marxisme en revisionisme. Eenige psychologische en sociologische opmerkingen., Amsterdam 1910.
- Geloof en misdaad. Een criminologische studie. Brill, Leiden 1913.
- De Oorlog en de schuldvraag. 'Ontwikkeling', Amsterdam 1919.
- Evolutie en revolutie. "Ontwikkeling", Amsterdam 1919.
- Geen illusionisme maar realisme., Amsterdam 1919.
- Over de evolutie der moraliteit. Rede uitgesproken bij de aanvaarding van het hoogleeraarsambt aan de Gemeentelijke Universiteit te Amsterdam op 12 juni 1922. N.V. Boekhandel en Uitgevers-Maatschappij, Amsterdam 1922.
- Vermogen en inkomen in Nederland gedurende den oorlogstijd (1913-1920). Ontwikkeling, Amsterdam 1923.
- De onvolwaardige arbeidskrachten in haar sociologische betekenis., Amsterdam 1928.
- De oorlog als sociologisch verschijnsel. De Arbeiderspers, Amsterdam 1930.
- Inleiding Tot de Criminologie. De Erven F. Bohn, Haarlem 1932.
- Technische gebreken van de democratie., Amsterdam 1933.
- Problemen der demokratie. Een sociologische en psychologische studie. Noordhoff, Groningen [etc.] 1934.
- Ras en misdaad. Tjeenk Willink & zoon, Haarlem 1939.
- Verspreide geschriften. De Arbeiderspers, Amsterdam 1950.
- Johan Winkler en Joris in 't Veld: "Lessen uit de oorlogscrisis van september 1938". Arbeiderspers, Amsterdam 1938.

- Bibsys: 14062693
- Bibliothèque nationale de France: cb10844274f (data)
- Biografisch Portaal: 24738240
- Catàleg d'autoritats de noms i títols de Catalunya: 981058510133106706
- CiNii: DA01865369
- Digitale Bibliotheek voor de Nederlandse Letteren: bong005
- Gemeinsame Normdatei: 143647237
- International Standard Name Identifier: 0000 0001 1815 759X
- Library of Congress Control Number: n90675311
- Nationale bibliotheek van Australië: 48221163
- Nationale Bibliotheek van Israël: 987007280483105171
- Nederlandse Thesaurus van Auteursnamen: 070010382
- Système universitaire de documentation: 081478895
- Trove: 1480096
- Virtual International Authority File: 20050230
- WorldCat: E39PBJvxyGKdrm4CGmdxrXd4v3